# مصطفى عبدي
مصطفى عبدي (مواليد 2 يناير 1984) هو لاعب كرة قدم قطري يلعب كمدافع . مثّل منتخب قطر لكرة القدم.
كانت بداياته مع الغرافة وانتقل إلى الريان وعاد بعدها إلى الغرافة وإنتقل إلى نادي أم صلال عام 2017 و انتقل إلى النادي العربي في عام 2018 و بعدها مع نادي الشمال و بعدها مع نادي مسيمير .

## الأهداف الدولية
| # | التاريخ        | المكان      | الخصم      | الحصيلة | النتيجة | المنافسة    |
| - | -------------- | ----------- | ---------- | ------- | ------- | ----------- |
|   | 21 نوفمبر 2007 | الدوحة، قطر | ساحل العاج | 1–6     | خسر     | مباراة ودية |

## روابط خارجية
- مصطفى عبدي على موقع ناشيونال فوتبول تيمز (الإنجليزية)